# Aleksander Stanisław Bełżecki
Aleksander Stanisław Bełżecki z Cieszanowa herbu Jastrzębiec (zm. 1677) – kasztelan sanocki (1658), wojewoda podolski w latach 1657–1676, starosta wyszogrodzki, starosta bełski w latach 1636-1677, starosta szydłowiecki, generał ziem podolskich, poseł (do 1677).
Był najstarszym synem Jana Bełżeckiego (zm. 1642), kasztelana halickiego i marszałek trybunału koronnego. Ożenił się z Zofią Bałówną, która wniosła mu w wianie  klucz Cisnej, następnie z  Eleonorą Stanisławską (według Kazimierza Piwarskiego, była ona jego pierwszą żoną), z którą miał pięcioro dzieci, w tym syna Adama Antoniego Bełżeckiego (ur. 1663 w m. Bełżyce k. Lublina, zm. 1719) – kasztelana przemyskiego i bełskiego (1710). Był też ojcem Katarzyny Korniakt-Fredro – (żony Karola Franciszka Korniakta, następnie – Stanisława Antoniego Fredry) Aleksandry Joanny Ossolińskiej (żony Jerzego Ossolińskiego) i Teodory Warszyckiej-Kazanowskiej (kolejno żony Stanisława Warszyckiego – kasztelana krakowskiego i nieznanego z imienia Kazanowskiego), oraz córki  nieznanej z imienia, która została zakonnicą.
W Cieszanowie miał Aleksander Stanisław Bełżecki swój zamek, który w 1648 oblegały roty Bohdana Chmielnickiego. Jako właściciel miasta Aleksander Stanisław Bełżecki w 1649 po zniszczeniu Cieszanowa przez wojska Chmielnickiego nakazał, by każdy, zarówno chrześcijanin, jak i Żyd, posiadał dobry muszkiet, dwa funty prochu i kopę kul. W 1670 nadał Żydom równe prawa z chrześcijanami. Również bronił grodu przy napadzie Szwedów (1655), czy o ostatnim najeździe tatarskim w 1672, podczas którego miasto zostało również spalone.
Na sejmie abdykacyjnym 16 września 1668 roku podpisał akt potwierdzający abdykację Jana II Kazimierza Wazy. Był elektorem Michała Korybuta Wiśniowieckiego z województwa podolskiego w 1669 roku. W 1671, gdy przez Cieszanów przechodziły wojska koronne pod dowództwem króla, podążającego po bitwie pod Beresteczkiem, do Czorsztyna, gdzie obwarował się Kostka Napierski, po drodze był goszczony przez Bełżeckiego Jan Kazimierz. Zaś w 1672 roku wojska hetmana Jana Sobieskiego rozbiły pod Cieszanowem zagon tatarski, w czym chętnie pomagała okoliczna ludność. W 1672 roku był deputatem województwa bełskiego na Trybunał Główny Koronny.
W Cieszanowie istniał cech kuśnierzy i szewców – za ich postawę w czasie oblężenia, oba przywileje cechowe potwierdził Aleksander Stanisław Bełżecki w 1672. W 1674 sprowadził do Cieszanowa dominikanów, których staraniem wybudowano drewniany kościół. Ufundował również dla nich budowę nowego klasztoru.
Został pochowany w kościele Jezuitów we Lwowie.